# جیمی کالینسون
جیمی کالینسون (انگلیسی: Jimmy Collinson؛ 1876 – تاریخ ورودی نامعتبر است) بازیکن فوتبال اهل بریتانیا بود.
از باشگاه‌هایی که در آن بازی کرده‌است می‌توان به باشگاه فوتبال منچستر یونایتد اشاره کرد.